# Hemilea praestans
Hemilea praestans es una especie de insecto del género Hemilea de la familia Tephritidae del orden Diptera.

## Historia
Mario Bezzi la describió científicamente por primera vez en el año 1913.